# Palacio Ducal de Lerma
El palacio ducal de Lerma es un edificio de la localidad española de Lerma, en la provincia de Burgos (Castilla y León). Ocupa todo un lateral de la plaza mayor. En su origen tenía unos inmensos jardines abajo, a la orilla del río Arlanza, con fuentes, palacetes y siete ermitas, de las que solamente queda una, llamada del Cristo. Se conservan todos los documentos referentes a su construcción. En la actualidad es un parador de turismo.

## Historia

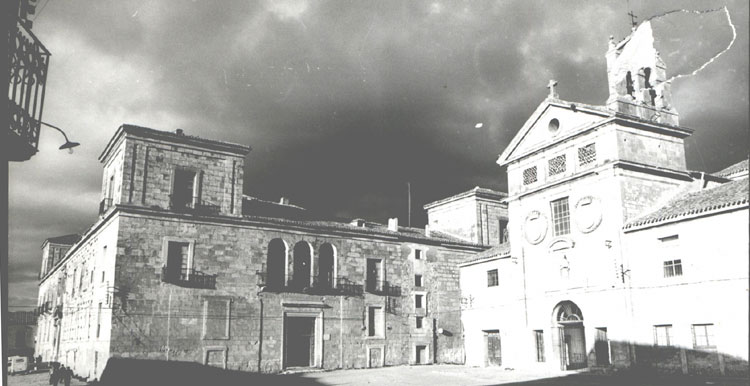
Imagen antigua del palacio.

Obra de estilo herreriano del siglo XVII, empezó a construirse en 1601 por encargo de Francisco Gómez de Sandoval-Rojas y Borja, I duque de Lerma. Su arquitecto fue Francisco de Mora, considerado uno de los mejores de la época. En 1615 las obras estaban ya muy avanzadas y se subcontrataron los trabajos de albañilería, yeso y solería.
El palacio fue al Valladolid cortesano (1601-1606) lo que el real sitio de El Escorial a Madrid, un lugar de recreo al que se desplazaba toda la corte.
El palacio fue empleado como residencia de la corte durante el reinado de Felipe V. El futuro rey Luis I de España contrajo matrimonio en el palacio ducal el 30 de enero de 1722 con la princesa francesa Luisa Isabel de Orleáns, hija de Felipe II de Orleáns, entonces regente de Francia, cuando él tenía quince años y ella doce. En recompensa por haber negociado este matrimonio, el duque de Saint-Simon y su hijo menor fueron nombrados grande de España ese mismo día en el propio palacio ducal, y unos días después el hijo mayor de Saint-Simon, el vídamo de Chartres, recibió el toisón de oro en un capítulo de la orden celebrado en la capilla del palacio.
Durante la Guerra civil española y los primeros meses de la posguerra (hasta noviembre de 1939) el Gobierno utilizó el edificio como prisión. Durante esa época y hasta 1992 el antiguo Palacio Ducal perteneció a la familia Asenjo, donde desarrollaban sus negocios comerciales. Desde el 10 de abril de 2003, tras una completa restauración y reforma, está habilitado como parador nacional de turismo.

## Fachada

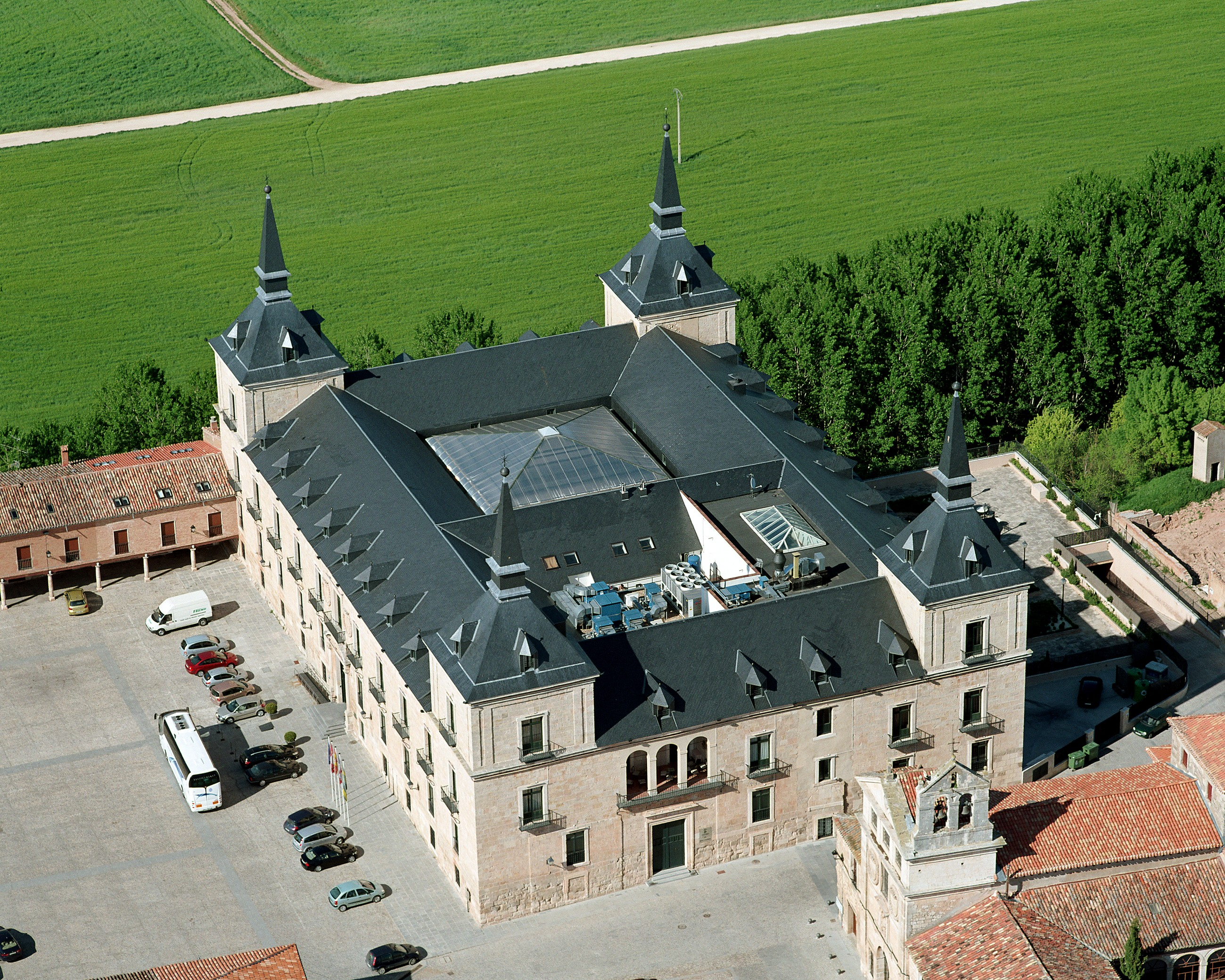
Vista aérea.

La portada se corona con un frontispicio sostenido por columnas. La gran puerta de nogal estaba adornada con 520 clavos de bronce. Sobre la puerta se ven dos escudos del duque, festoneados con laurel. Las rejas de las ventanas y balcones estaban pintadas de azul y oro.

## Patio

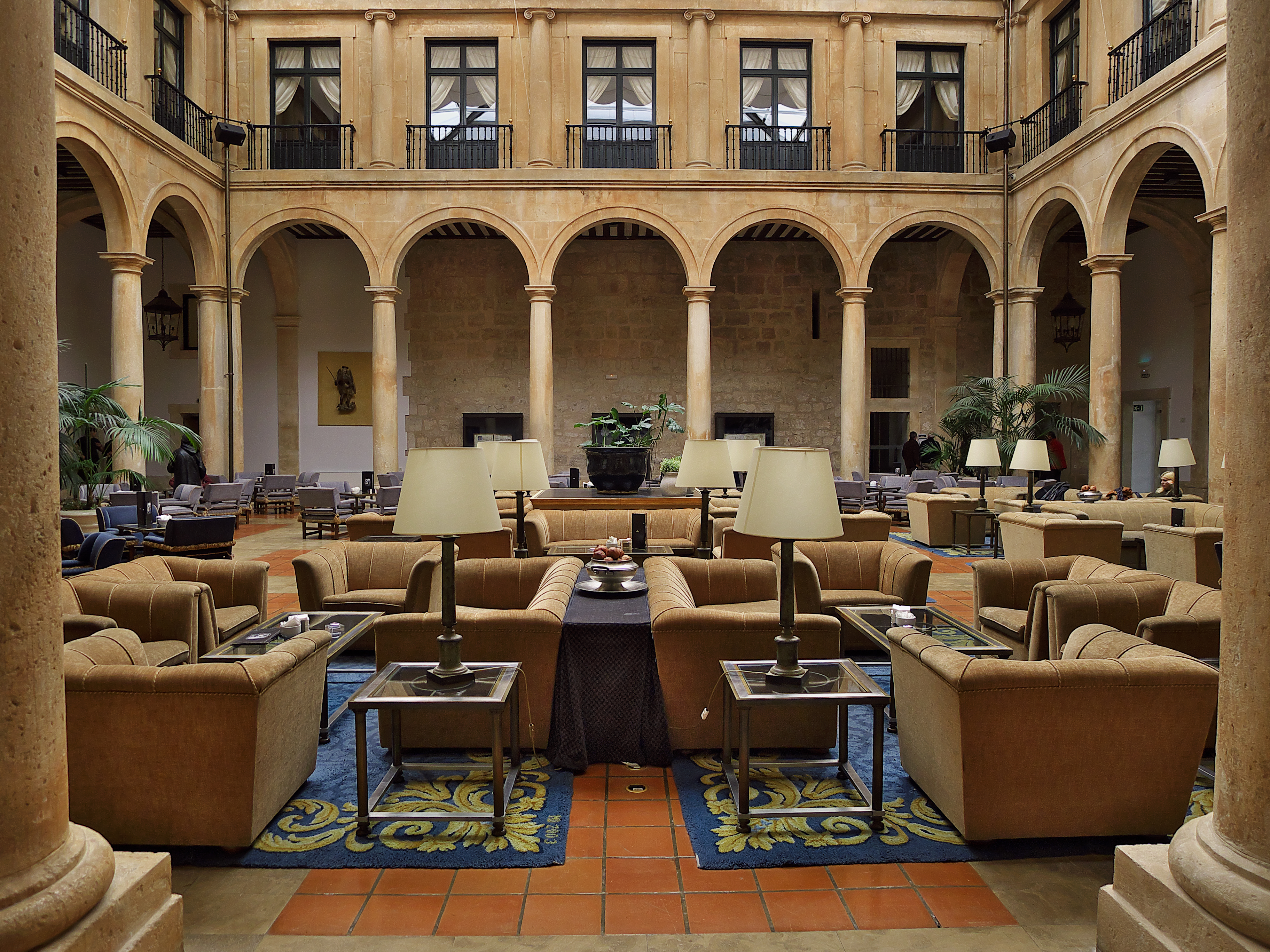
Patio.

En el cuerpo inferior hay arcos de medio punto por cada lado. Los fustes son piedra de una sola pieza (las canteras eran propiedad del duque). En el cuerpo superior las columnas no sostienen arcos sino un friso corrido y entremedias hay balcones de hierro y ventanas que en su día fueron de madera de nogal. 
El palacio tiene cuatro torres en los ángulos con los típicos chapiteles madrileños, recuperados después de las obras de rehabilitación. Ningún palacio podía tener más de dos torres, salvo el de los reyes, pero al duque de Lerma se le concedió este privilegio, tal era su gran poder en la Corte. En realidad se trató de un semi engaño al rey Felipe III ya que el duque, durante la construcción, solicitó por carta permiso al monarca  para poner dos torres en su palacio, a lo que éste accedió. Cuando más adelante el rey visitó Lerma se enojó al ver que el edificio tenía cuatro torres y pidió explicaciones al duque que le contestó mostrándole la misiva: "dos me corresponden por ser duque y otras dos que Vos me concedisteis".[cita requerida]